# U 601
U 601 war ein deutsches Unterseeboot des Typs VII C. Es wurde von der deutschen Kriegsmarine im Zweiten Weltkrieg während des U-Boot-Krieges im Nordatlantik, im Nordmeer und in der Karasee eingesetzt. Unter anderem wurde das Boot für Minenunternehmungen verwendet und evakuierte einen Wetterdiensttrupp von der Insel Nowaja Semlja, der dort ein Wetterfunkgerät eingerichtet hatte.

## Technische Daten
Von Kriegsbeginn an wurde die Hamburger Werft Blohm & Voss in das U-Bootbauprogramm der Kriegsmarine miteinbezogen. Am 22. Mai 1940 erging der sechste Bauauftrag für U-Boote an diese Werft. Der Auftrag umfasste zehn Boote des Typs VII C, U 599 bis U 610. Ein Boot dieses Typs hatte eine Länge von 67 m und unter Wasser eine Verdrängung von 865 m³. Es wurde über Wasser von zwei Dieselmotoren angetrieben, die eine Geschwindigkeit von 17 kn erreichten. Unter Wasser gewährleisteten zwei Elektromotoren eine Höchstgeschwindigkeit von 7 kn. Die Bewaffnung dieser „Atlantikboot“ genannten U-Bootklasse bestand bis 1944 aus einer 8,8-cm-Kanone und einer 2-cm-Flak an Deck sowie vier Bugtorpedorohren und einem Hecktorpedorohr.

## Einsatzgeschichte
Das Boot war während seiner Einsatzzeit mehrfach in die Operationen von U-Bootgruppen eingebunden, die nach Maßgaben der von Karl Dönitz entwickelten Rudeltaktik im Nordmeer und in der Karasee das Gefecht mit den alliierten Nordmeergeleitzügen suchen sollten. Das Boot war unter anderem an den Angriffen auf den Geleitzug QP 15 und den Geleitzug JW 56A beteiligt.
Es gelang Kommandant Grau im Verlauf dieser Angriffe eines der in QP 15 fahrenden Frachtschiffe zu versenken. Der sowjetische Frachter Kusnec Lesov hatte 3974 BRT und sank nach einem Treffer auf Höhe des vorderen Laderaums.
Das Boot operierte während seiner Einsatzzeit im Wesentlichen von den norwegischen Stützpunkten der Kriegsmarine aus. Im Frühjahr 1943 hielt U 601 sich jedoch zur Behebung der während des Angriffes auf QP 15 erlittenen Schäden einige Monate in Kiel auf.

## Versenkung
Ende Februar 1944 wurde U 601 beim Angriff auf den Nordmeergeleitzug JW 57 durch ein britisches Flugboot, eine sogenannte Catalina, entdeckt und mit Wasserbomben angegriffen und versenkt. Nach dem Untergang des Bootes waren etwa 10 Überlebende im Wasser auszumachen – kein Besatzungsmitglied von U 601 wurde gerettet.